# 大河彈劍
大河彈劍，是由明華園總團演出的歌仔戲作品，該作品作為明華園總團創團90周年的年度大戲，2019年11月16日與2019年11月17日，該作品於國家戲劇院展開演出。

## 作品內容
該作品是由陳勝國改編自26年前的作品《李靖斬龍》。劇情故事以隋末唐初農民起義為背景，描述李靖、李世民以及李軌三人之間的情義與故事。陳勝國表示，這部作品講述的不是人與人之間的機關算盡、出奇制勝或者是成者為王，真正在講述的，是從戰爭中看到人性的光明面。

## 角色
- 李世民　孫翠鳳 飾[1][2][3][4][5][6]
- 李軌　陳勝在 飾[1][2][3][4][5][6]
- 李靖　李郁真 飾[1][2][3][4][5][6]

## 場次
| 場次 | 日期           | 地點       |
| ---- | -------------- | ---------- |
| 1    | 2019年11月16日 | 國家戲劇院 |
| 2    | 2019年11月17日 | 國家戲劇院 |

## 外部連結
- 明華園總團Facebook粉絲專頁（页面存档备份，存于）